# 藓状火绒草
藓状火绒草（学名：Leontopodium muscoides）为菊科火绒草属的植物。分布在锡金以及中国大陆的云南等地，生长于海拔4,000米的地区，多生在干燥石砾地、高山潮湿草地、湿润以及岩石上，目前尚未由人工引种栽培。